# Wetzikon
Wetzikon (toponimo tedesco) è un comune svizzero di 26 640 abitanti del Canton Zurigo, nel distretto di Hinwil; ha lo status di città.

## Geografia fisica
Wetzikon si affaccia sul Lago di Pfäffikon.

## Monumenti e luoghi d'interesse

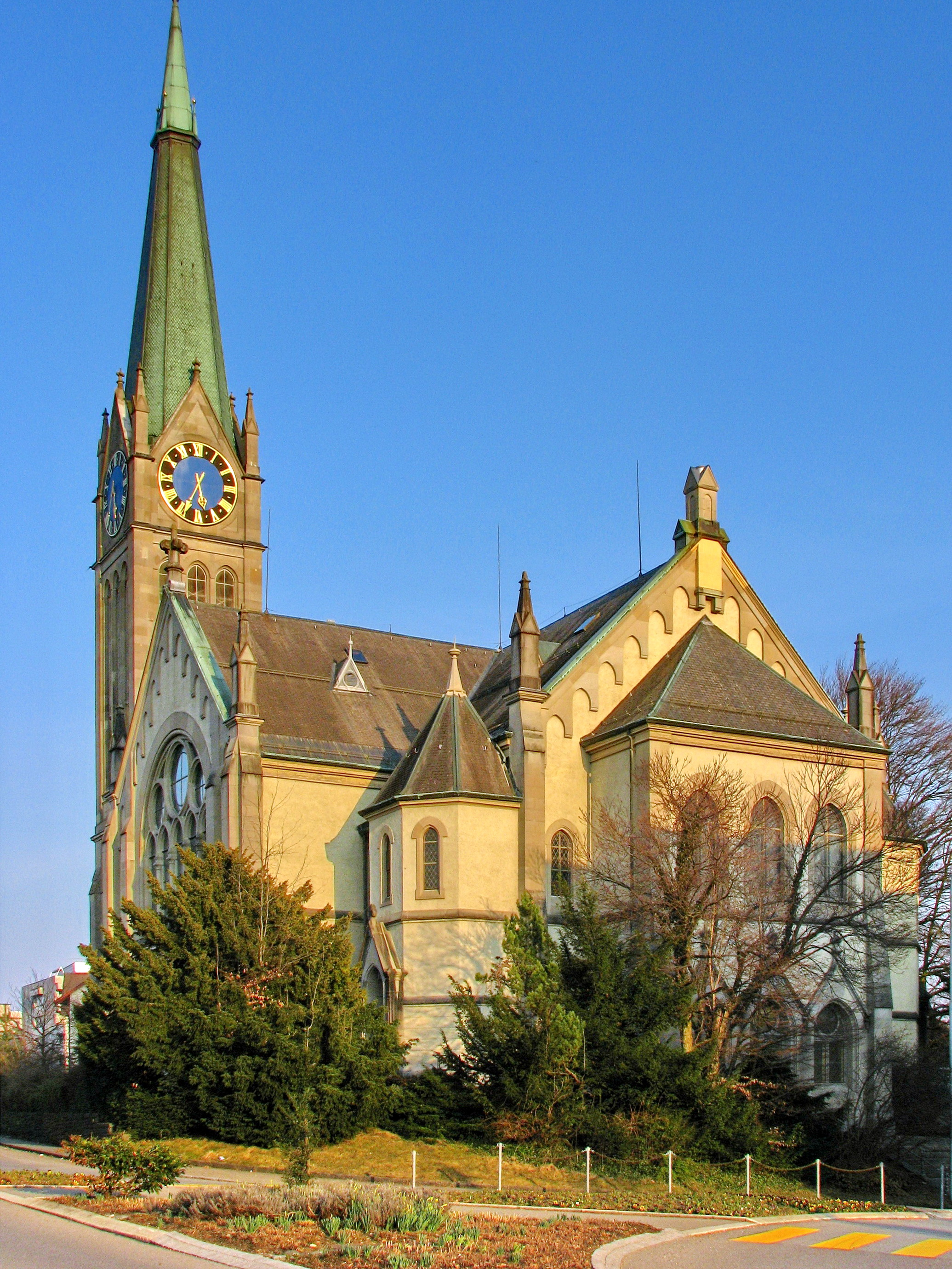
La chiesa riformata

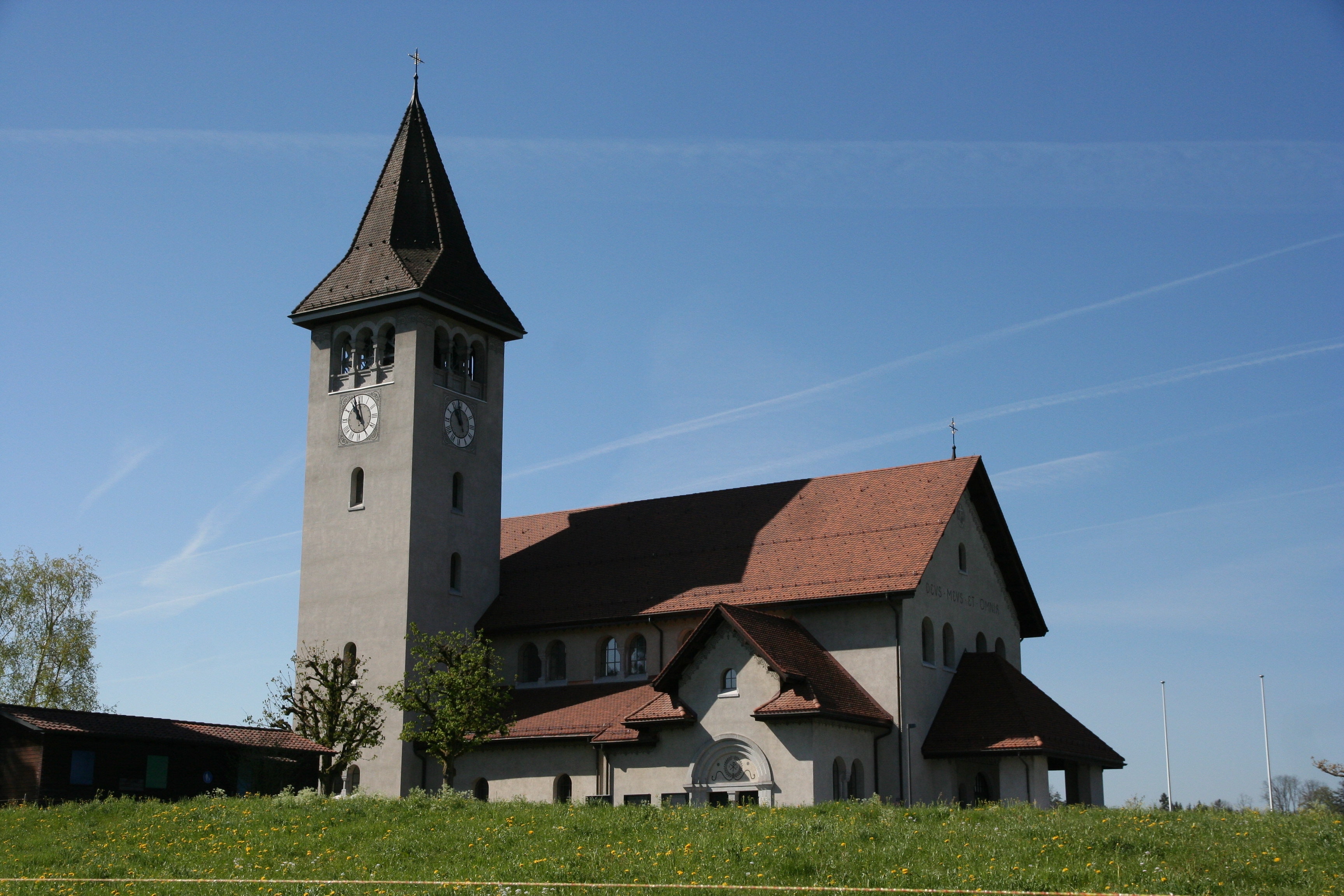
La chiesa di San Francesco

- Chiesa riformata, attestata dall'857 e ricostruita nel 1711-1713 e nel 1895-1897[1];
- Chiesa cattolica di San Francesco, eretta nel 1924[1].

## Società

### Evoluzione demografica
L'evoluzione demografica è riportata nella seguente tabella:
Abitanti censiti

## Infrastrutture e trasporti

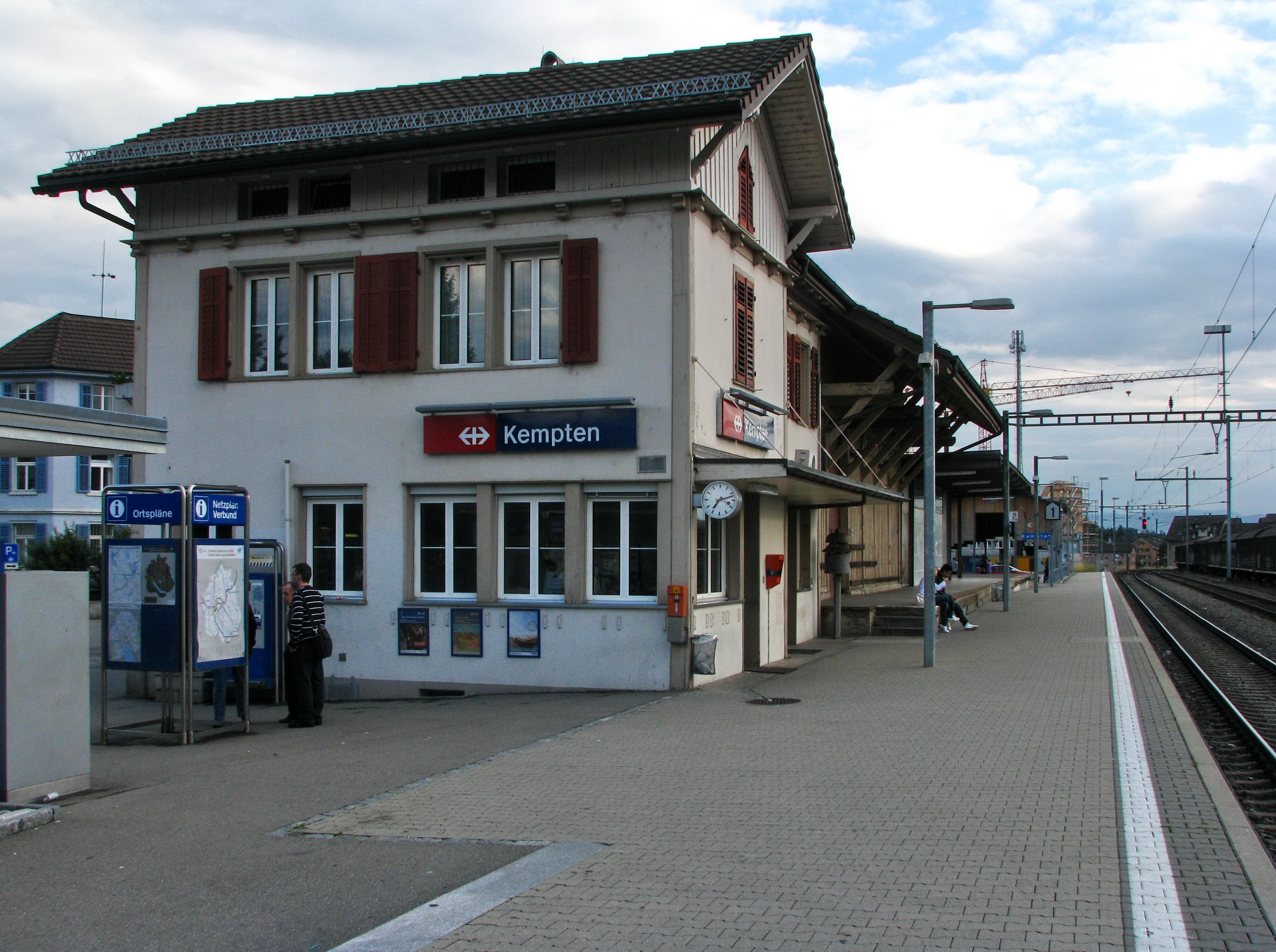
La stazione di Kempten

Wetzikon è servito dalle stazioni di Wetzikon e di Kempten sulle linee Wallisellen-Rapperswil e Effretikon-Hinwil (linee S3, S5, S14 e S15 della rete celere di Zurigo).

## Amministrazione
Ogni famiglia originaria del luogo fa parte del cosiddetto comune patriziale e ha la responsabilità della manutenzione di ogni bene ricadente all'interno dei confini del comune.